# Jaouaouada
Jaouaouada (àrab: الجواودة, al-Jawāwada) és un municipi tunisià, situat a la governació de Jendouba, fronterer amb Algèria. El seu centre és a la població de Sidi Said, situada a uns 37 km de Jendouba, capital de la governació. Està adscrit administrativament a la delegació de Fernana, el centre de la qual és a uns 15 quilòmetres.

## Economia
El municipi es caracteritza pel seu caràcter rural, i les principals activitats econòmiques són l'agricultura i el comerç local.

## Administració
Constitueix la municipalitat o baladiyya homònima, amb codi geogràfic 22 22 (ISO 3166-2:TN-12).
També forma un sector o imada, amb codi geogràfic (22 56 61), de la delegació o mutamadiyya de Fernana.